# Danique (zangeres)
Danique Lois Robijns (Amstelveen, 29 oktober 1998), beter bekend onder haar artiestennaam Danique, is een Nederlandse zangeres.

## Biografie
Robijns groeide op in de Amstelveense wijk Waardhuizen en volgde haar VWO-opleiding aan het Amstelveen College. Hierna begon ze een medische studie aan de Vrije Universiteit te Amsterdam. Ondertussen was ze bezig met haar muziekcarrière. Ondanks dat ze al bijna haar hele leven vrijwel doof is aan een van haar oren, maakte ze al sinds ze jong was muziek, vooral geïnspireerd door haar moeder. Ze was eerst echter niet overtuigd van haar kunnen en volgde geen muzieklessen. Op haar vijftiende ging ze toch lessen volgen en begon ze haar eigen muziek te schrijven.
In 2020 stuurde de zangeres via sociale mediaplatform Instagram een bericht aan rapper Snelle met een muziekopname. De rapper reageerde hier positief op, maar hier kwam vervolgens niks uit. De zangeres besloot hierop om naar een concert van de rapper te gaan, om na het optreden te proberen de zanger te spreken. Hoewel ze eerst werd tegengehouden door de bewaking, werd ze uiteindelijk door de tourmanager van Snelle binnengelaten en sprak ze met de rapper enkele uren over muziek. Kort hierna tekende ze een contract bij het label Lieve Jongens van Snelle.
Onder het label bracht de zangeres meerdere nummers uit, waarvan Hoe het toen was en Centraal Station de meeste bekendheid genieten. Daarnaast releasde ze ook een ep met de naam Ik weet dat je dit luistert en een single met dezelfde naam in samenwerking met Bizzey. Deze nummers bereikten allen geen hitlijsten. Na anderhalf jaar besloot de zangeres het label te verlaten.
In 2022 plaatste de zangeres op mediaplatform TikTok een video met daarop een opname van het lied Papa mama. Dit lied, waar de zangeres al meer dan drie jaar mee bezig was om te schrijven, gaat over de ziekte van haar zus, haar thuissituaties en hoe ze met haar gevoelens om is gegaan tijdens deze situatie. De zangeres vertelde hierover dat zij eerst bang was hoe haar ouders zouden reageren op het lied, maar deze reageerden volgens haar enthousiast. Ook het publiek was positief en nadat het nummer als single werd uitgebracht, werd het een bescheiden hit en betekende de doorbraak van de zangeres. Het bereikte de 53e plek van de Single Top 100 en de negende plaats van de Tipparade van de Nederlandse Top 40. In begin 2023 volgde het nummer Later als ik groot ben. Dit nummer maakte de zangeres voor de campagne Mis Niks van de verzekeraar Interpolis. Deze campagne gaat over het tegengaan van het gebruik van de mobiele telefoon als men op de fiets zit. Dit nummer was minder succesvol dan zijn voorganger, maar bereikte alsnog de 22e positie van de Tipparade van de Top 40. Tijdens De dag van de audio werd bekendgemaakt dat  Later als ik groot ben door het publiek gekozen was als de nummer 1 van de top-50 beste reclamemuziek aller tijden. Tijdens de Dutch Creativity Awards sleepte de Mis Niks campagne maar liefst zes prijzen in de wacht waaronder die van winnaar in de categorie muziek.
In 2024 tekende de zangeres bij muzieklabel Top Notch. De eerste single die ze uitbracht bij dit label was Veilig. Deze single volgde ze op met haar tweede ep In vertrouwen. Het thema van deze ep is de liefde. Met de ep deed de zangeres een clubtour door Nederland, waarbij ze speelde in onder andere Paard en Simplon.

## Discografie

### Albums en ep's
- Ik weet dat je dit luistert (ep, 2020)
- In vertrouwen (ep, 2024)

### Singles met hitnoteringen
| Lied                   | Verschijnen      | Album | Hitlijsten | Hitlijsten | Hitlijsten  | Hitlijsten  | Hitlijsten   | Hitlijsten   |
| Lied                   | Verschijnen      | Album | BE (VL)    | BE (VL)    | NL (Top 40) | NL (Top 40) | NL (Top 100) | NL (Top 100) |
| Lied                   | Verschijnen      | Album | Piek       | Weken      | Piek        | Weken       | Piek         | Weken        |
| ---------------------- | ---------------- | ----- | ---------- | ---------- | ----------- | ----------- | ------------ | ------------ |
| Papa mama              | 26 augustus 2022 | -     | -          | -          | tip9        | -           | 53           | 4            |
| Later als ik groot ben | 12 januari 2023  | -     | -          | -          | tip22       | -           | -            | -            |